# Karl Fiehler
Karl Fiehler (Braunschweig, 31 augustus 1895 - Dießen am Ammersee, 8 december 1969) was een Duitse politicus en SS-Obergruppenführer (luitenant-generaal) tijdens de Tweede Wereldoorlog. Hij was tevens burgemeester van München van 1933 tot 1945. Fiehler was ook parlementslid voor de NSDAP in de Rijksdag.

## Biografie
Op 31 augustus 1895 werd Karl Fiehler geboren in Braunschweig, als de zoon van een baptistendominee. Een van zijn broers was de schrijver Werner Fiehler, hij was ook lid van de NSDAP. Daarnaast had hij nog drie broers en twee zusters. Twee broers van Karl, Gerard en Otto hadden ook aan de Bierkellerputsch in 1923 deelgenomen, en ontving daarvoor (net als Fiehler) de Bloedorde.
In 1902 verhuisde Fiehler met zijn ouders naar München. Vanaf 1902 tot 1912 zat hij op de Volksschule in München. Van 1912 tot 1914 volge hij les aan de Realschule in München. In augustus 1914 meldde hij zich aan bij de Kaiserliche Marine als Kriegsfreiwilliger. Vanwege gezondheidsproblemen werd hij weer ontslagen uit de Kaiserliche Marine. Hierna voltooide hij een commerciële opleiding bij Diamalt AG in München, en van augustus 1914 tot mei 1915 werkte hij als klerk in Sleeswijk-Holstein.
In mei 1915 werd Fiehler opgeroepen om te dienen in het Pruisische leger, en werd hij geplaatst bij het Infanterie-Regiment "von Manstein" (Schleswigsches) Nr. 84. Op 3 mei 1917 werd hij bevorderd tot Leutnant der Reserve. Na een beenletsel die hij tijdens gevechtshandelingen had opgelopen, werd Fiehler opgenomen in een ziekenhuis in München. Op 25 september 1918 trouwde Fiehler met de uit München afkomstige expeditie dochter Regina Rosina Kiendl. Het echtpaar kreeg drie dochters: Regina (1919), Annemarie (1923) en Gertrud. Eind 1918 werd hij ontslagen uit de Reichswehr. Kort daarvoor was hij onderscheiden met het IJzeren Kruis 1914 2e Klasse.
In december 1918 (onder de regering van Kurt Eisner) zorgde Fiehler voor een Aushilfsstelle (vrije vertaling: hulpinstantie) in het Münchense inwoners ambt. Volgens zijn eigen opgave was het zijn taak om te helpen bij de voorbereiding op de eerste vrije en algemene verkiezingen in januari 1919. Vanaf 19 maart 1919 werkte hij voor het stadsbestuur van München, als noodhulp in een distributiecentrum voor distributiebonnen. In februari 1922 werd hij ingezet als ambtenaar voor de tussenliggende staats- en gemeenteadministratie. Tevens was zijn voorgaande aanvraag voor ambtenarij in juli 1921 mislukt.

### Partijcarrière tot de overname van de macht
Sinds 1920 was Fiehler van de NSDAP lid. Op 6 november 1923 werd hij van de Stoßtrupp Adolf Hitler lid. Op 8 en 9 november 1923 nam Fiehler deel aan de Bierkellerputsch, na de putsch werd de Stoßtrupp Adolf Hitler verboden. In 1925 ontstond uit deze verboden eenheid de Schutzstaffel (SS). Op 28 april 1934 werd Fiehler door het volksgerecht München I veroordeeld tot 15 maanden vestingstraf in de gevangenis van Landsberg, en een boete van 30 goudmark wegens medeplichtigheid aan hoogverraad.
Van 1924 tot 1933 was Fiehler een vrijwilliger in het Münchner Stadtrat.
In februari 1925, na de heroprichting van de NSDAP, werd Fiehler opnieuw van de partij lid. Als Alter Kämpfer (Oude Strijder) en respectievelijk lid van de Oude Garde maakte hij snel carrière. Vanaf 1927 tot 1930 was hij Ortsgruppenleiter van de NSDAP in München. Vanaf 1935 tot het einde van het Groot-Duitse Rijk bekleedde hij de rang van een Reichsleiter in de NSDAP. Hij was eerst griffier, en daarna hoofd van het hoofdkantoor voor lokaal beleid. Fiehler behoorde daarmee tot de hoogste regionen van de NSDAP, en tot de 20 naaste medewerkers van Adolf Hitler. Hij was van de Akademie für Deutsches Recht (Academie voor Duitse Recht).
Fiehler maakte binnen de SS ook snel carrière; hij werd op 31 juli 1933 bevorderd tot SS-Standartenführer, op 24 december 1933 tot SS-Oberführer, en aansluitend op 27 januari 193 tot SS-Gruppenführer (Ehrenführer Oberabschnitt Süd). Verder werd hij op 30 januari 1942 bevorderd tot SS-Obergruppenführer. Vanaf 9 november 1944 was hij onderdeel van de Persönlicher Stab Reichsführer-SS van Heinrich Himmler. Vanaf 1933 tot 1945 was Fiehler ook Parlementslid in de Rijksdag voor de NSDAP. Verder was hij vanaf 1934 tot 1946 lid van de Kaiser-Wilhelm-Gesellschaft.

### Fiehler als Oberbürgermeister
Op 9 maart 1933, de dag van de 'overname van de macht', bezette twee zogenaamde Oude Strijders het directorium van het stadhuis van München, en namen zij het stadsbestuur over. Max Amann en Christian Weber ontrolde een te grote hakenkruisvlag uit een van de bovenste ramen van het stadhuis van München als teken van overname. Weliswaar trotseerde de eerste burgemeester Karl Scharnagl (BVP) voor elf dagen lang de nieuwe machthebbers, maar op 20 maart 1933 moest hij voor "het geweld wijken". Op 22 maart 1933 benoemde de Beierse nationaalsocialistische minister van Binnenlandse zaken, en gouwleider van München-Oberbayern Adolf Wagner, Karl Fiehler voorlopig tot eerste burgemeester. Op dezelfde dag opende de tijdelijke München hoofdcommissaris van politie Heinrich Himmler het concentratiekamp Dachau.
Op 20 mei 1933 ontving Fiehler de titel van Oberbürgermeister. Binnen de NSDAP gold Fiehler als weinig robuust in het afdwingen van zijn doelen. "Fiehler was niet in staat om de corrupte touwtrekker Christian Weber of de buitensporige hegemonische claims van de gouwleider Adolf Wagner op een effectieve en permanente manier tegen te gaan."
Zoals in heel Duitsland, werd er ook in München ten gevolge van de machtsovername alle partijen en organisaties die zich tijdens de gelijkschakeling verzette verboden. De boekverbranding op het Königsplatz voor de verzameling van oudheden van 10 mei 1933 leidde tot een uittocht van de intellectuele elite van München. De vernietiging was in het teken van de vervolging van niet-etnische schrijvers, kunstenaars en wetenschappers.
In 1933 werden de gemeentelijke overkoepelende organisatie gedwongen de eenheidsvereniging Deutscher Gemeindetag op te richten. Fiehler werd tot voorzitter benoemd. Het kantoor was gevestigd aan de Alsenstrasse in Berlin-Tiergarten. Op 2 augustus 1935 was er een gedenkwaardige ontmoeting tussen Hitler en Fiehler, waarin München de titel van Hoofdstad van de Beweging kreeg. Dit zou op de oorsprong van de NSDAP in de Beierse metropool moeten wijzen.
In de jaren dertig werd in München een rij van prototype van de gigantomanische nationaalsocialistische architectuur opgericht door Paul Ludwig Troost voor Adolf Hitler. Troost was Hitlers 'hofarchitect' voordat Albert Speer het werd. Er werd een fundamentele herinrichting van München voorgesteld, die in 1937 door Karl Fiehler als uitgever van het fotoboek München baut auf. Ein Tatsachen- und Bildbericht über den nationalsozialistischen Aufbau in der Hauptstadt der Bewegung werd geïllustreerd. Het grootschalig project zoals het verplaatsen van het centraal station naar het stadsdeel Laim kwam niet verder dan de planningsfase. Door de royale annexatie van gemeentes in München, steeg het inwonersaantal onder Fiehler van 746.000 in 1936, naar 889.000 in 1943.
Om te voorkomen dat Christian Weber na de dood van Karl Tempel toegang zou krijgen tot het ambt van tweede burgemeester, verzaakte Fiehler hevig tegen zijn benoeming. Onder Fiehler moesten drie belangrijke heilige gebouwen in München wijken. In 1938 werden de grote synagoge van München, de St. Matthäus kerk en de congregatie van de religieuze zuster van de noordvleugel van het Slot Nymphenburg afgesloopt. Fiehler zette zich in voor meer toerisme. In zijn rang als Reichsleiter (Rijksleider) kon hij een doorslaggevende rol spelen. Daarnaast bekleedde hij belangrijke functies. Zo was hij voorzitter van de Beierse gemeentelijke bank, lid van de raad van commissarissen van Duitse Lufthansa, Duitse Städtere-Reklame GmbH en het bedrijfsadviesbureau Deutscher Gemeinde AG.
Tijdens de Tweede Wereldoorlog behoorde Fiehler tot de volhoudende strategen. Na de zware luchtaanvallen verzamelde hij in de nacht zijn commandostaf in zijn dienstvilla, het Thannhof-huis in Harlaching. In de laatste dagen van de oorlog was hij nog steeds betrokken bij de onderdrukking van de Beierse vrijheidsactie.

### Jodenvervolging in München
Als het om acties tegen joden ging, was München onder leiding van Fiehler een pionier op dat gebied. In het voorjaar van 1933 werden de eerste geplande boycot met uitgesproken ijverigheid ingezet tegen Joodse bedrijven. Op 30 maart beval Fiehler de winkelboycot voorafgaand aan de "officiële" datum van 1 april. In maart 1933 terroriseerden de SA- en SS-groepen de Joodse zakenlieden uit München, en 280 van hen werden in "Schutzhaft" genomen. In hetzelfde jaar verbood Fiehler - zonder wettelijke basis - om gemeentelijke contracten te gunnen aan "niet-Duitse bedrijven". SA-bewakers smeerden etalages in Joodse winkels met de inscriptie "Jude" (Jood) of "Bin in Urlaub in Dachau" (ik ben op vakantie in Dachau). Etalages werden ingegooid en klanten werden geïntimideerd en lastiggevallen, klanten werden geregistreerd, en soms zelfs door de SA gefotografeerd. München was ook bezig met de vernietiging van Joodse gebedshuizen. In juni 1938 liet de minister van Propaganda Joseph Goebbels de belangrijkste synagoge slopen om erachter te komen of het "Arische" publiek geschokt of onverschillig zou reageren. Het apathische gedrag van de bevolking moedigde de nazi's aan tot nieuwe excessen.
Op 9 november 1938 verzamelde zich in de grote zaal van het oude raadhuis in München bijna de gehele top van de NSDAP voor een avondje kameraadschap. Dit was op uitnodiging van burgemeester Fiehler. Een wilde antisemitische opruiende toespraak van Joseph Goebbels was voor de SA en aanwezige partijleiders het signaal voor een algemene jacht op Joden. In een latere eufemistisch als de "Kristallnacht", werden talloze mensen gedood, gemarteld en verwond. Veel Joodse instellingen, synagogen en winkels werden het slachtoffer van de verwoesting en plunderingen. De stedelijke begrafenisambt in München verhield zich onder Fiehler op een strikt absurd antisemitische manier. Zo weigerde het om overleden Christenen van Joodse afkomst in het rematorium te cremeren. Bovendien mochten zogenaamde 'jodenchristen' niet langer worden begraven in hun eigen, lang bestaande familiegraven op de begraafplaatsen in München. Het ambt verwees de nabestaanden bureaucratisch naar het Israëlitische gemeenschap. Bij de begrafenis op de Joods-orthodoxe begraafplaats was onder andere het dragen van de evangelische toga niet langer toegestaan. In december 1938 werd Johannes Zwanzger benoemd tot leider van de Münchner Hilfsstelle für nicht-arische Christen. Hij formuleerde voor de evangelisch-lutherischen landskerkenraad een klacht tegen burgemeester Fiehler, die niet succesvol was.
De naam van Fiehler houdt ook met een nogal bizarre klacht verband. Op 20 februari 1940 klaagde de populaire Beierse komiek Karl Valentin uit München in een brief aan de nazi-burgemeester over het verlies van zijn toneelvoorraad. Kort daarna verloor Valentin echter eindelijk zijn rekwisieten, toen zijn panopticum en kelderbar Ritterspelunke, die zich op Färbergraben 33 bevond, in juni 1940 moest wijken voor een schuilkelder.
Het ontnemen van de rechten van de Joden, werd gevolgd door genocide in de Tweede Wereldoorlog. Op 20 november 1941 vertrok het eerste Jodentransport met 1000 Joden uit München naar Riga. De bange mensen werden misleid door te denken dat het om een evacuatie ging. Het transport werd omgeleid naar het getto van Kaunas in de Litouwse stad Kaunas, omdat het getto van Riga destijds overvol was. Op 25 november 1941, kort na hun aankomst in Fort IX van Kaunas, vermoordden de leden van Einsatzgruppe A de mensen tijdens een massale schietpartij. Deze eenheid stond onder het bevel van SS-Brigadeführer Franz Walter Stahlecker. Tot februari 1945 verlieten met onregelmatige tussenpozen in totaal 42 transporten München; voor vernietiging in Kaunas, Piaski (bij Lublin) en Auschwitz, evenals naar het 'van oudsher- en prominentegetto' Theresienstadt.

### Einde carrière en levensavond
Op 30 april 1945 bereikte de Amerikaanse soldaten van het 7e Leger de Marienplatz, en om 16.05 uur werd het raadhuis aan hen overgedragen. Daarmee werd de stad onderdeel van de Amerikaanse bezettingszone in Duitsland, en eindigde de periode van nationaalsocialisme in München. Op 4 mei 1945 herstelden de Amerikanen Karl Scharnagl weer als burgemeester van München. Met het binnentrekken van de US-troepen, vertrok Fiehler samen met gouwleider Paul Giesler en andere stafbeambten naar Traunstein. Toen op 2 mei 1945 bekend werd dat Hitler dood was, ontsloeg Giesler iedereen. Fiehler liep vervolgens te voet door München naar zijn landhuis in Buch am Ammersee.
Na de holocaust was het Joodse leven in München bijna uitgestorven. Van de 12.000 joden in München konden 7.500 op tijd voor de nazi's vluchten. Bijna 3.000 werden gedeporteerd naar concentratiekampen, waarvan meer dan de helft naar het getto van Theresienstadt. In 1945 keerde slechts 430 Joden terug naar hun geboorteplaats.
Op 14 januari 1949 werd Fiehler door de Hauptspruchkammer München (vrije vertaling: hoofddenazificatierechtbank) geclassificeerd als Belastete, en voor twee jaar veroordeeld tot werkkamp Hammelburg. In het werkkamp was hij werkzaam als blokfoerier. De veroordeling omvatte de inbeslagname van 20 procent van zijn eigendommen, het verlies van actieve en passieve stemrechten en een beroepsverbod van twaalf jaar. Fiehler hoefde niet in hechtenis te gaan, want hij had al drie en een half jaar gezeten in internering. Vanaf 1 augustus 1958 werkte hij als accountant in Breitbrunn am Ammersee. De vrouw van Fiehler stierf op 17 december 1949. Zijn tweede huwelijk was met een weduwe van vier kinderen. Hij leefde tot zijn dood in 1969 in afzondering in Dießen am Ammersee.
In 1962 verplichtte een uitspraak van de administratieve rechtbank de stad München om Karl Fiehler het pensioen van een stadse hoofdsecretaris te betalen. Deze functie bekleedde hij voor zijn benoeming tot burgemeester. Fiehler ging tegen deze beslissing in beroep, om het pensioen van een burgemeester veilig te stellen. In 1963 werd het beroep afgewezen door de Beierse administratieve rechtbank. In 1965 bekrachtigde de federale administratieve rechtbank deze uitspraak.

## Carrière
Fiehler bekleedde verschillende rangen in zowel de Kaiserliche Marine als Allgemeine-SS. De volgende tabel laat zien dat de bevorderingen niet synchroon liepen.
| Datum            | Kaiserliche Marine | Pruisische leger     | NSDAP                       | Allgemeine-SS        |
| ---------------- | ------------------ | -------------------- | --------------------------- | -------------------- |
| Augustus 1914    | Kriegsfreiwilliger | —                    | —                           | —                    |
| 15 mei 1915      | —                  | Musketiere           | —                           | —                    |
| 3 mei 1917       | —                  | Leutnant der Reserve | —                           | —                    |
| Juli 1926        | —                  | —                    | Ortsgruppenleiter der NSDAP | —                    |
| 2 juni 1933      | —                  | —                    | Reichsleiter der NSDAP      | —                    |
| 31 juli 1933     | —                  | —                    | —                           | SS-Standartenführer  |
| 24 december 1933 | —                  | —                    | —                           | SS-Oberführer        |
| 27 januari 1934  | —                  | —                    | —                           | SS-Gruppenführer     |
| 30 januari 1942  | —                  | —                    | —                           | SS-Obergruppenführer |

## Lidmaatschapsnummer
- NSDAP-nr.: 37[5][11][15] (lid geworden 1920[10], andere bron vermeldt 5 november 1923[11], na Bierkellerputsch opnieuw lid februari 1925[11])
- SS-nr.: 91 724[11][15] (lid geworden 1922[10], andere bron vermeldt 31 juli 1933[11])

## Onderscheidingen
Selectie:
- IJzeren Kruis 1914, 2e Klasse[15] op 23 december 1916[10][16]
- Gewondeninsigne 1918 in zwart[15] op 1 augustus 1918[10][16]
- Kruis voor Oorlogsverdienste, 1e Klasse[15] (30 januari 1942[10][16]) en 2e Klasse[15] (30 januari 1942[10][16]) zonder Zwaarden
- Gouden Ereteken van de NSDAP[15] op 7 november 1933[10][16]
- Bloedorde[15][16] (nr.16[16]) op 31 augustus 1934[10]
- Grootkruis in de Orde van Sint-Sava op 27 juni 1938[10][17]
- Grootkruis van het Kruis van Verdienste op 14 januari 1938[10][17]
- Grootkruis in de Orde van de Italiaanse Kroon op 24 september 1937[10][17]
- Grootofficier in de Orde van Oranje-Nassau[18] op 3 mei 1939[10][17]

## Publicaties
- (de)  Nationalsozialistische Gemeindepolitik. 1927.
- (de)  München baut auf. 1937.

- Gemeinsame Normdatei: 116500115
- International Standard Name Identifier: 0000 0000 8175 8235
- Library of Congress Control Number: n2005067595
- Nationale Bibliotheek van Tsjechië: xx0044851
- Nationale Bibliotheek van Polen: a0000002222499
- SNAC: w6q83dhx
- Virtual International Authority File: 110120123
- WorldCat: E39PBJvCRXtQXf48Bf6QW9pgKd